# Holling
Pour l’article homonyme, voir Holling (Iggensbach).
Holling est une commune française située dans le département de la Moselle et le bassin de vie de la Moselle-Est, en région Grand Est.

## Géographie
La commune de Holling est située sur la rive droite de la Nied. Elle est surplombée par une colline crayeuse appelée Willem Klopp. Holling est située dans le canton et l'arrondissement de Boulay-Moselle. Elle dépend de la circonscription électorale de Saint-Avold / Boulay. Cependant, Holling dépend de Bouzonville au niveau intercommunal et scolaire.

### Communes limitrophes
| Freistroff |          | Rémelfang  |
| Anzeling   | Holling  |            |
| Gomelange  | Bettange | Valmunster |

### Hydrographie
La commune est située dans le bassin versant du Rhin au sein du bassin Rhin-Meuse. Elle est drainée par la Nied et le ruisseau de Bettange.
La Nied, d'une longueur totale de 96,7 km, prend sa source dans la commune de Marthille, traverse 47 communes françaises, puis poursuit son cours en Allemagne où elle se jette dans la Sarre.

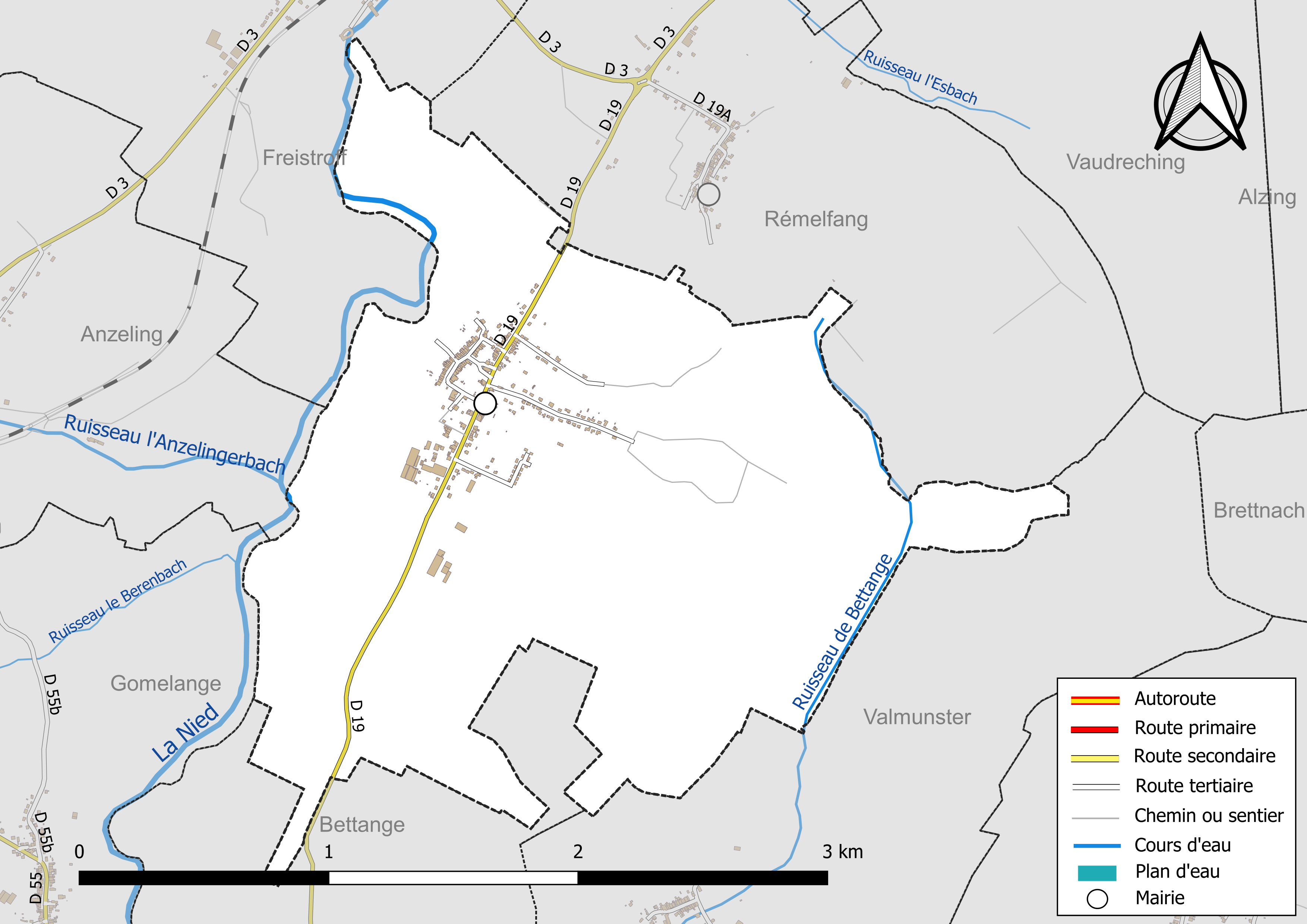
Réseaux hydrographique et routier d'Holling.

La qualité des eaux des principaux cours d’eau de la commune, notamment de la Nied, peut être consultée sur un site spécial géré par les agences de l’eau et l’Agence française pour la biodiversité.

### Climat
Pour des articles plus généraux, voir Climat du Grand Est et Climat de la Moselle.
En 2010, le climat de la commune est de type climat des marges montargnardes, selon une étude du Centre national de la recherche scientifique s'appuyant sur une série de données couvrant la période 1971-2000. En 2020, Météo-France publie une typologie des climats de la France métropolitaine dans laquelle la commune est exposée à un climat semi-continental et est dans la région climatique  Lorraine, plateau de Langres, Morvan, caractérisée par un hiver rude (1,5 °C), des vents modérés et des brouillards fréquents en automne et hiver. 
Pour la période 1971-2000, la température annuelle moyenne est de 9,8 °C, avec une amplitude thermique annuelle de 16,9 °C. Le cumul annuel moyen de précipitations est de 819 mm, avec 12 jours de précipitations en janvier et 9,5 jours en juillet. Pour la période 1991-2020, la température moyenne annuelle observée sur la station météorologique de Météo-France la plus proche, « Malancourt », sur la commune d'Amnéville à 26 km à vol d'oiseau, est de 10,2 °C et le cumul annuel moyen de précipitations est de 884,1 mm. 
La température maximale relevée sur cette station est de 39,3 °C, atteinte le 25 juillet 2019 ; la température minimale est de −17,9 °C, atteinte le 5 janvier 1985,,. 
Les paramètres climatiques de la commune ont été estimés pour le milieu du siècle (2041-2070) selon différents scénarios d'émission de gaz à effet de serre à partir des nouvelles projections climatiques de référence DRIAS-2020. Ils sont consultables sur un site spécial publié par Météo-France en novembre 2022.

## Urbanisme

### Typologie
Au 1er janvier 2024, Holling est catégorisée commune rurale à habitat dispersé, selon la nouvelle grille communale de densité à sept niveaux définie par l'Insee en 2022.
Elle est située hors unité urbaine. Par ailleurs la commune fait partie de l'aire d'attraction de Bouzonville, dont elle est une commune de la couronne,. Cette aire, qui regroupe 12 communes, est catégorisée dans les aires de moins de 50 000 habitants,.

### Occupation des sols
L'occupation des sols de la commune, telle qu'elle ressort de la base de données européenne d’occupation biophysique des sols Corine Land Cover (CLC), est marquée par l'importance des territoires agricoles (76,8 % en 2018), en diminution par rapport à 1990 (78,1 %). La répartition détaillée en 2018 est la suivante : 
terres arables (36,5 %), prairies (33,2 %), forêts (10,3 %), zones urbanisées (8,4 %), zones agricoles hétérogènes (7,1 %), milieux à végétation arbustive et/ou herbacée (4,6 %). L'évolution de l’occupation des sols de la commune et de ses infrastructures peut être observée sur les différentes représentations cartographiques du territoire : la carte de Cassini (XVIIIe siècle), la carte d'état-major (1820-1866) et les cartes ou photos aériennes de l'IGN pour la période actuelle (1950 à aujourd'hui).

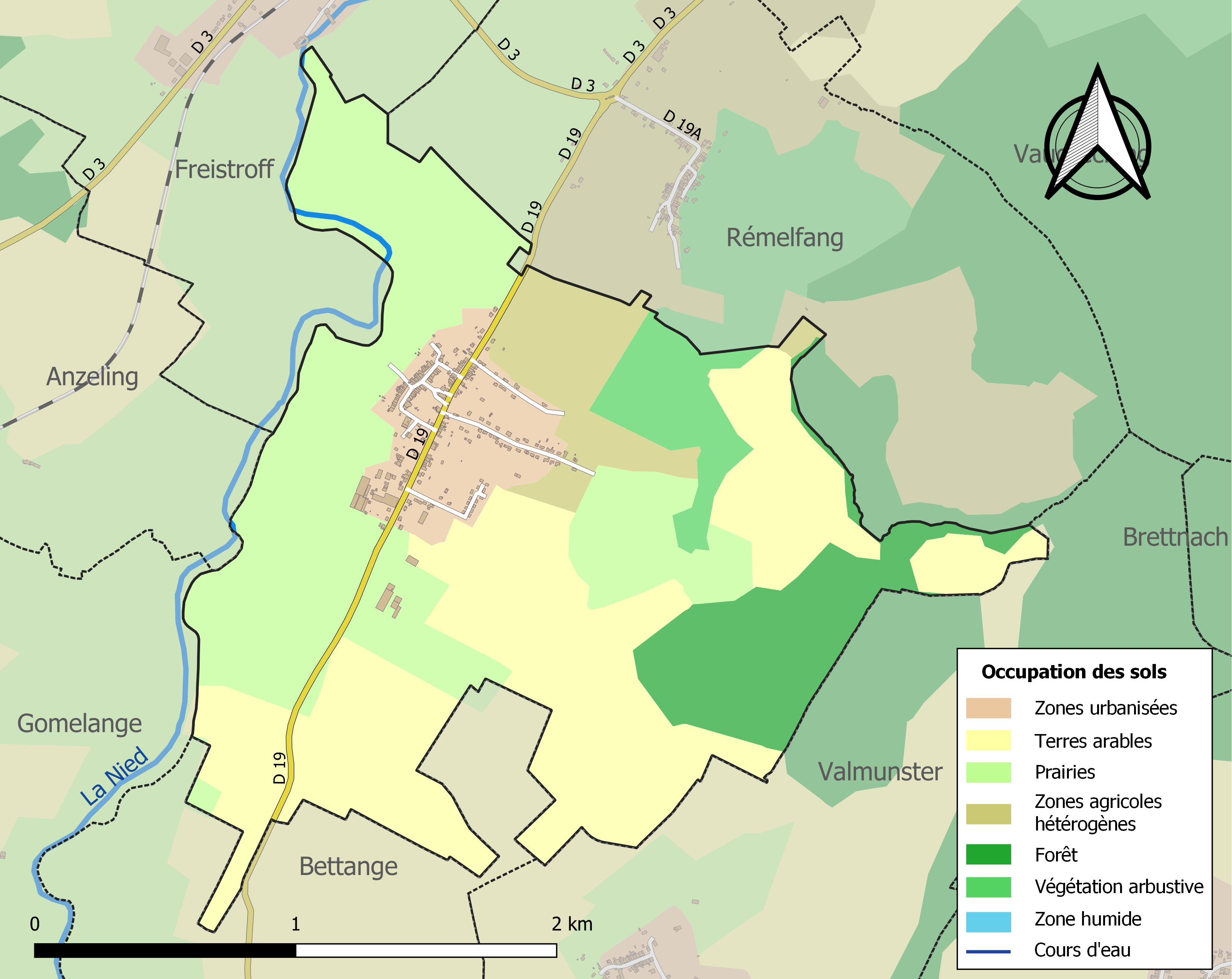
Carte des infrastructures et de l'occupation des sols de la commune en 2018 (CLC).

## Toponymie
- Holling : Hulingen (1196), Holdange (1260), Holdingen (XVe siècle), Hollingen (1594), Holingen (1681), Halling (1793), Holling (1801), Hollingen (1871-1918). En francique lorrain : Holléngen.
- Titting : Tutingen (1594), Tittingen (1682), Tuting (1756).

## Histoire
Autrefois, un hameau appelé Téting appartenait à la commune de Holling. Situé au bord de la Nied, il disparut au cours du siècle dernier, souvent victime des crues annuelles de la rivière. Il ne subsiste plus que quelques ruines.
Dépendait de l'ancienne province de Lorraine, possession de l'abbaye de Mettlach (Sarre) dont le duc de Lorraine était le voué.
Siège de la mairie de Valmunster qui groupait onze villages, dont les seigneurs étaient Sarrebruck, Siersburg, Créhange, Boulay, Freistroff, Château-Rouge, Eltz et Schmittburg. 
Holling a été marquée historiquement par deux choses : son célèbre canon qui donne leur surnom aux habitants, "De Hollinger Kanonen" en francique mosellan, ainsi que par un imposant moulin ravagé au début du XXe siècle, et dont il ne reste aujourd'hui plus que de très rares vestiges.
La commune avait quelques annexes comme le village de Titting, ainsi qu'une autre annexe qui se nommait Pfenningen.

## Politique et administration
| Période                                  | Période      | Identité           | Étiquette | Qualité                        |
| ---------------------------------------- | ------------ | ------------------ | --------- | ------------------------------ |
| avant 1981                               | 1983         | Joseph Isler       |           |                                |
| 1983                                     | mars 2008    | Jean-Paul Boyon    | DVG       |                                |
| mars 2008                                | juillet 2020 | Joseph Graff       | -         | -                              |
| juillet 2020                             | juin 2021    | Létitia Kircher    | -         | Démissionne en cours de mandat |
| juin 2021                                | En cours     | Marc-Olivier Borsi | -         | -                              |
| Les données manquantes sont à compléter. |              |                    |           |                                |

## Démographie
L'évolution du nombre d'habitants est connue à travers les recensements de la population effectués dans la commune depuis 1800. Pour les communes de moins de 10 000 habitants, une enquête de recensement portant sur toute la population est réalisée tous les cinq ans, les populations de référence des années intermédiaires étant quant à elles estimées par interpolation ou extrapolation. Pour la commune, le premier recensement exhaustif entrant dans le cadre du nouveau dispositif a été réalisé en 2005.

En 2022, la commune comptait 443 habitants, en évolution de +0,91 % par rapport à 2016 (Moselle : +0,52 %, France hors Mayotte : +2,11 %).
| 1800 | 1806 | 1821 | 1836 | 1841 | 1861 | 1866 | 1871 | 1875 |
| ---- | ---- | ---- | ---- | ---- | ---- | ---- | ---- | ---- |
| 305  | 436  | 468  | 478  | 445  | 401  | 386  | 367  | 353  |

| 1880 | 1885 | 1890 | 1895 | 1900 | 1905 | 1910 | 1921 | 1926 |
| ---- | ---- | ---- | ---- | ---- | ---- | ---- | ---- | ---- |
| 333  | 328  | 331  | 278  | 261  | 247  | 239  | 233  | 241  |

| 1931 | 1936 | 1946 | 1954 | 1962 | 1968 | 1975 | 1982 | 1990 |
| ---- | ---- | ---- | ---- | ---- | ---- | ---- | ---- | ---- |
| 262  | 251  | 225  | 211  | 244  | 233  | 243  | 254  | 277  |

| 1999 | 2005 | 2006 | 2010 | 2015 | 2020 | 2022 | - | - |
| ---- | ---- | ---- | ---- | ---- | ---- | ---- | - | - |
| 307  | 313  | 308  | 445  | 441  | 430  | 443  | - | - |

## Lieux et monuments
Une jolie chapelle se tient sur le territoire de la commune, en frontière avec Valmunster, dédiée au saint patron de la commune, saint Hubert (patron des chasseurs).
- ferme de Titting.

## Édifice religieux
- Église Saint-Hubert 1765 : clocher 1880 ; reconstruction en 1950.